# Pyxidicula cymbalum
Pyxidicula cymbalum is een soort in de taxonomische indeling van de Amoebozoa. Deze micro-organismen hebben geen vaste vorm en hebben schijnvoetjes. Met deze schijnvoetjes kunnen ze voortbewegen en zich voeden. Het organisme komt uit het geslacht Pyxidicula en behoort tot de familie Arcellidae. Pyxidicula cymbalum werd in 1902 ontdekt door Penard.